# Teucholabis gurneyana
Teucholabis gurneyana là một loài ruồi trong họ Limoniidae. Chúng phân bố ở miền Australasia.